# Nový Dvůr (Bělá nad Radbuzou)

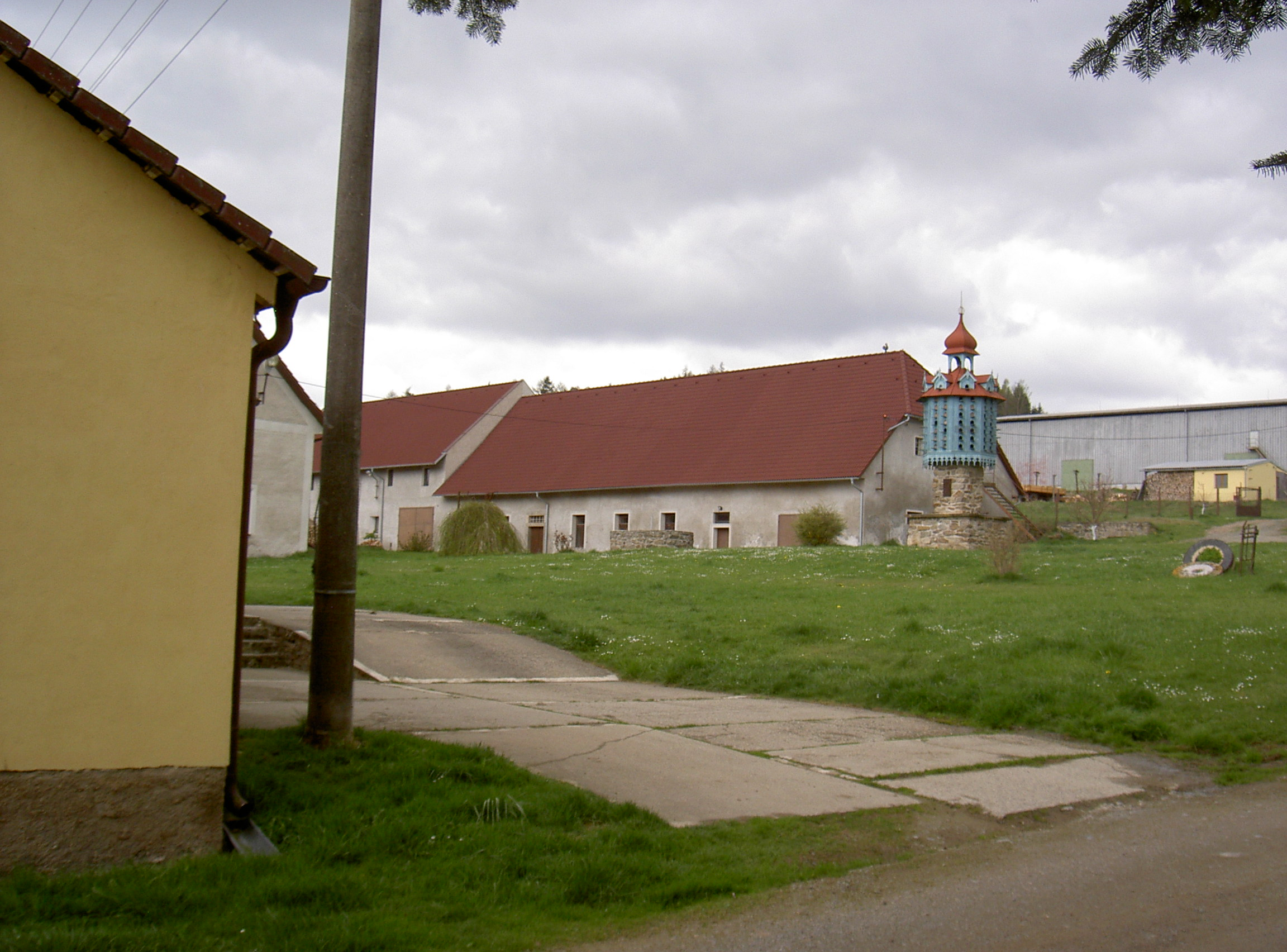
Nový Dvůr (Neuhof)

Nový Dvůr (deutsch: Neuhof) ist ein Gemeindeteil von Bělá nad Radbuzou im westböhmischen Okres Domažlice in Tschechien.

## Geografische Lage
Nový Dvůr liegt ungefähr 2,5 km westlich von Bělá nad Radbuzou (deutsch: Weißensulz) etwas oberhalb des Tals der Radbuza.

## Geschichte
Nový Dvůr (Neuhof) war ein Ortsteil von Schmolau. Es war der Meierhof mit angeschlossener Schäferei des Freiherrn Kotz von Dobrz in Heiligenkreuz. 1913 hatte es 16 Häuser mit 188 Einwohnern.

## Ortsgliederung
Nový Dvůr ist Teil des Katastralbezirkes Smolov.

## Kultur und Sehenswürdigkeiten
Vom etwa 2,5 km östlich liegenden Bělá her kommt der Jakobsweg Prag – Tillyschanz. Hinter Nový Dvůr wird er in westlicher Richtung fortgesetzt zum einen Kilometer entfernten Smolov.
Er ist mit I24 gekennzeichnet und heißt auf Tschechisch Svatojakubská cesta.